# Жељка Стојичић
Жељка Стојичић (Мркоњић Град, 21. новембар 1959) је министарка просвјете и културе Републике Српске у другој влади Радована Вишковића. Чланица је СНСДа.

## Биографија
У родном граду је завршила основну школу и гимназију, у Сарајеву је завршила Економски факултет 1982. године.
У периоду од 1984. до 2004. године је радила на финасијским пословима у Шумском газдинству „Лисина“ Мркоњић Град.
Стекла је различита звања, попут вештака економске струке, овлашћеног проценитеља и сертификованог рачуновође.
Од 2004. до 2008. године обављала је дужност начелника  Одјељења за финансије у Општини Мркоњић Град. Након тока, у периоду од 2008. до 2011. године радила је као начелник Одељења за привреду и финансије у општини Мркоњић Град.

## Политичка каријера
На општим изборима 2014. и 2018. године изабрана je за народну посланицу у Народној скупштини Републике Српске, у оба мандата обављала је функцију потпредседника Народне скупштине Републике Српске.
У периоду од 2011. до 2014. године радила је као помоћник министра у Ресору за буџет и јавне финансије Министарства финансија Републике Српске. Изабрана је за Министарка просвјете и културе Републике Српске 21. децембра 2022. године у другој влади Радована Вишковића.